# Reuzentoekan
De reuzentoekan (Ramphastos toco) is een van de ruim 40 toekansoorten uit de familie Ramphastidae. Het is de grootste toekansoort en de grootste vertegenwoordiger van de orde van de spechtvogels (Piciformes). Tevens is het de meest wijdverspreide toekansoort ter wereld.

## Kenmerken
De reuzentoekan heeft een enorme oranje snavel die half zo lang is als zijn lijf en een glanzend zwart met wit verenkleed, dat bij beide geslachten gelijk is. Zijn innemende, tekenfilmachtige uiterlijk heeft hem tot een populair onderwerp gemaakt voor illustraties, speelgoed en reclames. De lichaamslengte bedraagt 53 tot 60 cm (inclusief een snavel van bijna 20 centimeter) en het gewicht 500 tot 860 gram.

## Voortplanting
Reuzentoekans nestelen in holen, hoog in de bomen. Ze keren elk jaar terug naar hetzelfde nest en soms gebruiken ze aardwallen en termietennesten. Ze broeden elk jaar, het mannetje en vrouwtje zitten om de beurt op het nest. Jongen die net uit het ei zijn, zijn blind en kaal en ontwikkelen zich langzaam. Ze worden verzorgd door beide ouders en verlaten het nest als ze zes weken oud zijn. Het duurt nog maanden voor hun snavels zo lang zijn als die van een volwassen toekan.

## Leefwijze
Reuzentoekans houden van gezelschap. Ze komen bij elkaar, vliegen in groepen en maken een hoop kabaal. De roep van een toekan is een doordringend, monotoon geluid. Tijdens het vliegen wisselt de vogel het klapwieken af met zweefvluchten. Levenslustig en speels als ze zijn, houden reuzentoekans van worstelwedstrijden. Twee vogels pakken elkaar bij de snavel en duwen totdat een van hen zijn evenwicht verliest. In een ander spel, dat vaak voorafgaat aan het paren, gooien de vogels bessen naar elkaar. Wanneer een toekan slaapt, draait hij zijn kop om zijn snavel op zijn rug te laten rusten, en vouwt zijn staart eroverheen. Hierdoor passen er meer toekans in een nest.
De snavel van de toekan mag er dan uitzien alsof hij ontworpen is om af te rekenen met een grote prooi, deze vogel is toch echt een fruiteter. Met zijn snavel kan hij fruit van takken plukken die te dun zijn om op neer te strijken. Hij neemt het fruit in het puntje van zijn snavel, houdt zijn kop scheef en laat het dan netjes in zijn keel rollen. Toekans gebruiken hun snavel ook om harde schillen van fruit te pellen. Hij deelt ook weleens voedsel aan de groep uit. Hoewel bomen en planten in het oerwoud het hele jaar door voorzien in de grootste behoeften van de toekan, wisselt hij zijn voedsel soms af met insecten, kleine reptielen en zelfs de eieren en jongen van andere vogels.
De snavel wordt bovendien gebruikt voor warmteregulatie. De reuzentoekan kan de uitstraling vanuit de snavel reguleren, vermoedelijk door de bloedtoestroom. Bij een hoge omgevingstemperatuur kan hij de snavel warmte laten uitstralen, terwijl hij de uitstraling kan minimaliseren bij lage omgevingstemperatuur.

## Verspreiding
Deze soort komt voor in oostelijk en Centraal-Zuid-Amerika en telt twee ondersoorten:
- R. t. toco: de Guyana's, noordelijk en noordoostelijk Brazilië en zuidoostelijk Peru.
- R. t. albogularis: oostelijk en zuidelijk Brazilië, noordelijk Bolivia, Paraguay en noordelijk Argentinië.

## Status
De grootte van de populatie is niet gekwantificeerd maar de soort wordt omschreven als vrij algemeen. Op de Rode lijst van de IUCN heeft deze soort de status niet bedreigd.

## Relatie met de mens
Vanwege zijn exotische kleuren en zijn speelse karakter is de reuzentoekan een doelwit geworden van de handel in exotische dieren. Eén vogel is al veel geld waard. Veel gevangen vogels sterven echter tijdens het transport. Hoewel de soort niet wordt bedreigd, is men bezorgd dat deze handel tot een afname van het aantal toekans kan en zal leiden.